# 惠州城际动车运用所
惠州城际动车运用所（又称惠州北动车运用所）是广惠城际铁路配套的动车运用所，提供列车停靠、检修、整修等服务。动车运用所位于中华人民共和国广东省惠州市惠城区小金口街道，与小金口站接轨。

## 历史
- 2015年1月24日，惠州城际动车运用所检查库钢结构顺利封顶[4]。